# 亀倉雄策
亀倉 雄策（かめくら ゆうさく、1915年4月6日 - 1997年5月11日）は、日本のグラフィックデザイナー。日本グラフィックデザイナー協会（JAGDA）初代会長。
代表作にフジテレビジョンの旧シンボルマーク（8マーク）や日本電信電話（NTT）のマーク（ダイナミックループ）、TDKおよびニコンFのロゴマーク、1964年東京オリンピックのポスター、サンケイアトムズ、ヤクルトスワローズのユニフォームがある。

## 略歴
- 1915年4月6日 - 新潟県西蒲原郡吉田町（現在の燕市）に生まれる。
- 1924年 - 東京府北多摩郡武蔵野村境（現・東京都武蔵野市境）に転居[1][2]。
- 1928年 - 旧制日本大学第二中学校（現・日本大学第二高等学校）に入学。フランスのグラフィックデザイナーカッサンドルのポスターに衝撃を受け、グラフィックデザイナーを志す。日大二中は3年の時に落第し、そのまま退学する[3]。
- 1935年 - 新建築工芸学院に進学、バウハウスの構成理論などを学ぶ。
- 1938年 - 日本工房に入社し、アートディレクターとして雑誌「NIPPON」、｢カウパープ｣などのアートディレクションやエディトリアルデザインを手がける。
- 1949年 - 総合アメリカ研究所のアートディレクターに就任。
- 1951年 - 日本宣伝美術会（日宣美）の創設メンバーに加わる。
- 1954年 - ニッポン放送のロゴマーク制作（1986年まで使用）。
- 1957年 - 通商産業省（現・経済産業省）のグッドデザイン賞のロゴマークを手がける。
- 1959年 - フジテレビジョンのロゴマーク制作（1986年まで使用）。
- 1960年  - 日本デザインセンター創立に参加、専務になる。
- 1961年  - 芸術選奨文部大臣賞受賞。
- 1962年 - 亀倉デザイン研究室を創設。
- 1964年 - 東京オリンピックの公式ポスターを制作[4]、注目を集める（6人の指名コンペにて選ばれた[5][6][7]大会エンブレムも）。
- 1966年 - サンケイアトムズのロゴを制作。
- 1966年 - ヤマギワのロゴを制作。
- 1967年 - 東京電気化学工業（現・TDK）のロゴマーク制作。
- 1970年 - 講談社出版文化賞ブックデザイン賞受賞。
- 1978年 - 日本グラフィックデザイナー協会（JAGDA）創立に参加し、初代会長に就任。
- 1980年 - 紫綬褒章受章。
- 1984年 - 朝日賞[8]、毎日芸術賞受賞。
- 1985年 - 勲三等瑞宝章受章。日本国際賞 (Japan Prize) のロゴマーク制作。日本電信電話（NTT）のロゴマーク制作。株式会社リクルートに入社、取締役に[9]。
- 1986年 - 国際文化デザイン大賞受賞。
- 1991年 - 文化功労者に選ばれる。
- 1996年 - ワルシャワ美術アカデミーより名誉博士号を授与される。
- 1997年 - 5月11日、心不全のため死去。82歳没。

## 主な作品
- ニコンFのデザイン（1959年）
- グッドデザイン賞のロゴマーク（Gマーク）
- フジサンケイグループ各社のロゴマーク（一部を除いて、1986年まで使用）
  - フジテレビ（8マーク）
  - ニッポン放送
  - サンケイ（産経）新聞 - 題字に「サンケイ」が正式に使われるのは1969年5月 - 1988年5月の19年であるが、頁上のそれと社旗については題字がまだ漢字だった1962年2月からすでに使われていた。
  - サンケイスポーツ
  - 日本工業新聞（復刊後の2代目題字ロゴ）
  - サンケイアトムズの球団名ロゴ・番号フォント - 1969年のヤクルト本社筆頭株主化に伴う球団名「アトムズ」への変更以降も一部フォントが流用され、ヤクルトスワローズ時代の1993年まで使われ続けた（詳細は東京ヤクルトスワローズ#ユニフォームの変遷を参照）。
- 岩手放送（現・IBC岩手放送）旧ロゴマーク
- 東北放送（TBC）初代社章（1962年）
- 仙台放送旧ロゴマーク（12マーク、1962年 - 1992年）
- 東京オリンピック・シンボルマーク
- 東京オリンピックオフィシャルポスター - 使用フォントはHelvetica
- EXPO'70ポスター
- 1972年札幌オリンピックポスター
- 沖縄海洋博アイキャッチマーク「オキちゃん」[10]
- 日本伝統的工芸品統一マーク
- 東亜国内航空→日本エアシステム（TDA→JAS。現：日本航空）の社章
- 富士銀行（現：みずほ銀行）のロゴマーク
- NTT（NTT本社・NTT東日本・NTT西日本）のロゴマーク（ダイナミックループ）
- 新潟県立近代美術館のロゴマーク
- リクルートの旧ロゴマーク（カモメマーク）[9]
- 長岡赤十字病院のモニュメント（遺作）
- 安比高原スキー場 ロゴマークをはじめ、スキー場のあらゆるものを設計[9]。
- 日本光学工業（現 ニコン）の「Nikon」ロゴマーク
- TDK（旧：東京電気化学工業）のロゴマーク
- 明治製菓（現：明治 / Meiji Seika ファルマ）の「Meiji」旧ロゴマーク
  - 明治ミルクチョコレートのパッケージデザイン（1955年〜2009年）
- 松屋旧ロゴマーク
- 三重交通社章（「ミ（三）」をモチーフにしたもの。一時期使用されなかったが2007年頃より復活している）
- ヤマギワ（現・YAMAGIWA）のロゴマーク（一時期使用されなかったが、新法人移行後の2011年より復活している）
- 「玉水屋」（メガネ店）のロゴマーク[11]
- 株式会社小賀坂スキー製作所のロゴマーク

ギャラリー
- 1964年の東京オリンピックロゴ（文字は原弘[12]）
- NTTロゴ
- ニコン旧ロゴ[13]
- フジテレビ初代ロゴ（8マーク）
- ニッポン放送旧ロゴ
- 産経新聞旧ロゴ
- 東北放送（TBC）社章
- グッドデザイン賞
- TDKロゴ
- 明治製菓旧ロゴ
- 三重交通社章
- 東亜国内航空（→日本エアシステム）社章
- ヤマギワロゴ
- 安比高原スキー場ロゴ
- トステムロゴ

## 亀倉雄策賞
没後、亀倉雄策の遺族の寄付により、亀倉の業績を讃えるとともにグラフィックデザインのさらなる発展をめざして亀倉雄策賞が設けられている。
- 第1回　田中一光
- 第2回　永井一正
- 第3回　原研哉
- 第4回　佐藤可士和
- 第5回　仲條正義
- 第6回　服部一成
- 第7回　勝井三雄
- 第8回　該当作品なし
- 第9回　松永真
- 第10回　佐藤卓
- 第11回　植原亮輔[15]
- 第12回　浅葉克己[16]
- 第13回　該当作品なし
- 第14回　澁谷克彦[17]
- 第15回　平野敬子[18]
- 第16回　葛西薫[19]
- 第17回　佐野研二郎[20][21]
- 第18回　三木健[22]
- 第19回　渡邉良重[23]
- 第20回　中村至男[24]
- 第21回　色部義昭[25]
- 第22回　菊地敦己[26]
- 第23回　田中良治[27]
- 第24回　大貫卓也[28]
- 第25回　岡崎智弘 三澤遥[29]

## 主な作品収蔵先
- 新潟県立近代美術館

## 著書
- 『世界のトレードマーク』ダヴィッド社、1956年
- 『世界のトレードマークとシンボル』河出書房新社、1965年
- 『亀倉雄策 作品集』 美術出版社、1971年
- 『離陸着陸 デザイン随想』美術出版社、1972年
- 『The graphic design of Yusaku Kamekura』Weatherhill、1973年
- 『三人三様』（勅使河原蒼風、土門拳との共著）　講談社、1977年
- 『亀倉雄策のデザイン』六曜社、1983年10月
- 『曲線と直線の宇宙』講談社、1983年10月
- 『亀倉雄策の直言飛行』六耀社、1991年12月
- 『世界のグラフィックデザイン3 亀倉雄策』ギンザ・グラフィック・ギャラリー、1993年4月
- 『亀倉雄策 1915‐1997―昭和のグラフィックデザインをつくった男』リクルート、1998年5月
- 『亀倉雄策のデザイン 新装版』六耀社、2005年7月
- 『亀倉雄策 1915-1997 ggg Books 別冊4』DNPグラフィックデザインアーカイブ、2006年1月
- 『離陸着陸 デザイン随想 新装版』美術出版社、2012年11月
- 『亀倉雄策の直言飛行 新装版』六曜社、2012年12月
- 『クリエイション』リクルート、1989年 - 1994年（デザイン誌、季刊）

## 関連人物
- 稲吉紘実
- 今竹七郎
- 永井一正
- 田中一光
- 佐野研二郎
- 水野成夫
- 鹿内信隆
- 石津謙介
- 手塚治虫
- 原研哉
- 岡本滋夫
- 前野健太 - ドラマ「いだてん〜東京オリムピック噺〜」にて亀倉を演じた
- 土門拳
- 三木淳

## 関連番組
- NHK-BS1「1964から2020へ　オリンピックをデザインした男たち」（ドキュメンタリードラマ、脚本・監督：坂田能成）